# Suzanne Zimmerman
Suzanne Winona Zimmerman, później Edwards (ur. 13 lipca 1925 w Portlandzie w stanie Oregon, zm. 14 marca 2021 tamże) – amerykańska pływaczka. Srebrna medalistka igrzysk olimpijskich w Londynie w 1948 roku.
Zawody z 1948 roku były jej jedynymi w karierze igrzyskami olimpijskimi. Medal zdobyła na dystansie 100 metrów stylem grzbietowym, konkurencję wygrała Karen Harup, zaś trzecia była Judy-Joy Davies.